# 眠り姫問題
眠り姫問題（ねむりひめもんだい、英: Sleeping Beauty problem)は、決定理論、確率論に関する思考実験である。内容はシンプルでありながら、専門家同士でも答えが分かれるパラドックスでもある。

## 歴史
この問題は1980年代半ばにアーノルド・ズボフ（後に「One Self: The Logic of Experience」として出版された）による未発表の作品で提案され、アダム・エルガによる論文が続いた。記憶の消去を伴う決定問題における信念形成問題の形式的な分析は、ミシェル・ピッチョーネとアリエル・ルービンシュタインの論文によって最初に提案された。「眠り姫問題」という名前はロバート・スタルネーカーによって付けられた。ニュースグループrec.puzzlesの1999年の広範な議論で最初に使用された。

## 問題
実験の参加者である眠り姫は、実験の内容を全て説明され、一日経過後、薬を投与され日曜日に眠りにつく。
眠り姫が眠っている間に一度だけ公正なコインが投げられる。
- コインが表であった場合、眠り姫は月曜日に目覚めさせられ、質問されたのち、再び薬を投与され眠りにつく。
- コインが裏であった場合、眠り姫は月曜日に目覚めさせられ、質問されたのち、再び薬を投与され眠りにつく。そして翌日の火曜日にも目覚めさせられ、質問されたのち、再び薬を投与され眠りにつく。

この時投与される薬は一日の記憶を完全に忘却する記憶消去薬で、次に目覚めさせられるまで絶対に目覚めないという作用がある。
眠り姫が目覚め質問を受ける際、その日が何日であるか、以前に目覚めたことがあるかどうかは決して知ることができないとする。
起こされた時にされる質問とは「コインが表だった確率は幾らか？」というものである。
どちらの場合でも、水曜日になれば眠り姫は目覚めさせられる。水曜日は質問を行わず、実験はそこで終了する。

## 議論
この問題は継続的な議論を引き起こし続けている。

### 3分の1とする立場
この立場では表の確率は1/3であると主張している。アダム・エルガは元々この立場について次のように主張していた。「コインは裏だった」と彼女が説明を受けそれを信じたと仮定する。彼女にとって今日が月曜日であるという可能性と今日が火曜日である可能性は同様に確からしい。つまり、P（裏だった前提で月曜日） = P（裏だった前提で火曜日）であり、したがって
P（裏で火曜日）= P（裏で月曜日）となる。
今、眠り姫が目覚めて質問された時に、今日が月曜日だと説明を受けそれを信じたとする。コインが表であった時の客観確率は裏であった時の確率と等しいため、P（月曜日だった前提で裏）= P（月曜日だった前提で表）であり、したがって
P（裏で火曜日）= P（裏で月曜日）= P（表で月曜日）となる。
これら3つの結果は網羅的であり、1つの試行に対して排他的であるため、それぞれの確率は、3分の1となる。

### 2分の1とする立場
アメリカの哲学者デイビッド・ルイスは、エルガの論文に対して、コインが表であった確率は2分の1でなければならないと答えた。眠り姫は、事前に実験の詳細を説明されて以降、実験中に新しい情報を受け取ることはできない。実験前の彼女にとって、表であった確率はP（表）= 1/2であり、実験中に目覚めたときに新たな情報を得ることもできないため、P（表）= 1/2という確率も変わらないはずである。これはP（月曜日だった前提で裏）= 1/3およびP（月曜日だった前提で表）= 2/3を意味するため、3分の1とする立場の前提の1つと直接矛盾する。
哲学者のニック・ボストロムは眠り姫には日曜日からの彼女の未来についての新しい証拠があると主張している。「彼女が今いる（起こされて質問された）」が、月曜日か火曜日かわからないということから、1/2派の議論は失敗していることを示している。特に、彼女は火曜日で裏が出た場合でだけはないという情報を得る。 

### 2つの2分の1とする立場
2つの2分の1とする立場は、P（表）とP（月曜日だった前提で表）の両方が1/2に等しいと主張している。特にミカエル・コジックは、「月曜日」などの状況依存命題は一般に条件付けに問題があると主張し、代わりに2つの2分の1とする立場をサポートするイメージングルールの使用を提案している。

## 他の問題への接続
ニック・ボストロムは、3分の1の立場は自己指示の仮定によって暗示されていると主張している。
人間原理に関連しているとする考えもある。

## 問題のバリエーション
眠り姫問題にはいくつかのバリエーションがある。

### 眠り姫戦争
ある国に100万人の眠り姫がいた。その国は隣国と戦争をしていて、その国の王が開戦した日から1日一回コインを投げ、表が出たら眠り姫の半分(少数切り捨て)が戦争へ出兵し、裏が出れば、眠り姫を10万人増やす呪文を行う、眠り姫は自分が出兵した時、開戦から何日目の確率が高いだろうか。

### 極限の眠り姫
コインが裏だった場合に100万回と1回、目覚め、質問、忘却、睡眠を繰り返すというバリエーション。つまり約2700年間実験が続けられる。ニック・ボストロムによって策定された。

### 100万人の眠り姫
10回連続でコイントスを行う。
全てが裏だった場合のみ、眠り姫の記憶を含めた完全な複製が100万人作られる。
眠り姫が目覚めたとき、眠り姫（そして眠り姫の完全な複製達)は「コインはすべて裏だったか？」と尋ねられる。
正解すれば、眠り姫は幸せに暮らせる。間違って答えれば拷問されて殺される。どう答えるべきだろうか。

### 眠り姫の有罪判決
犯行現場に偶然居合わせた眠り姫は逮捕されてしまい、裁判にかけられている。
証拠を提出した後、裁判官は眠り姫に「この国にはこのような司法制度がある」と告げる。
「あなたはこの裁判所から連れ去られ、刑務所で拘束される。その間、裁判は続き目撃者の証言を聞く。有罪でないと判断した場合、明日の午後10時に刑務所から釈放される。有罪と判断された場合、明日の午後10時に、24時間の記憶の消去を行う人物が訪問する。刑務所で100夜を過ぎるまで繰り返され、午後10時に解放される。心理学者はこれがあなたに反省し更生する効果をもたらすと私たちに助言している」
眠り姫は自身が罪を犯していないことを知っている。しかし目撃者が嘘をつく可能性があり、裁判所が不当な判決に達する可能性がある。この可能性を20％と推定する。
しばらくして、眠り姫は刑務所で目を覚ます。その夜に釈放される可能性をどのように判断するか？

### 眠り姫のベッド不足
眠り姫問題の実験を行なっている病院のディレクターが、すぐに必要ではないベッドを25％削減することを決定した。その結果眠り姫実験は次のように変更された。
コインが表の場合、ディレクターはカードの山からトランプのカードを一枚引く。ダイヤの場合、実験は眠り姫が目覚めることなくすぐに終了する。それ以外の場合、元の実験の通りに進む。
コインが裏の場合、ディレクターはカードの山からトランプのカードを一枚引く。ダイヤまたはハートの場合、2回の目覚めは1回に減少する。それ以外の場合は元の実験通りに進む。
もちろん眠り姫はどのカードが引かれたかを知らない。
眠り姫が目覚めた時、コインが表の確率は幾らか？

### 水兵の子供の問題
水兵の子供問題と呼ばれる幻想的ではないバリエーションが、ラドフォードM.ニールによって紹介された。定期的に港の間を航行する水兵が関係している。ある港には、彼と一緒に子供をもうけたい女性がいる。海を隔てた別の港には彼と一緒に子供をもうけたい別の女性がいる。水兵は子供を1人にすべきか2人にすべきかを自分で決められないため、コイントスに任せる。表の場合は1人、裏の場合は2人にする。しかし、コインが表であったならどちらの女性と子供を作るか？ 彼はこれを港の船員用のガイドを見て最初に現れた港の女性を選ぶことにした。あなたは彼の子供である。あなたが彼の唯一の子供である可能性はどのくらいあるか？

### 現実のシチュエーション
問題は必ずしも架空の状況を伴う必要はない。たとえば、コンピューターを眠り姫として動作するようにプログラムすることができる。裏が出た後に2回、表が出た後に1回実行されるプログラムを考えてみるとする。しかしプログラムは自分が何度目に実行されたかはわからない。

## 眠り姫問題についての議論
- Arntzenius, F (2002). “Reflections on Sleeping Beauty”. Analysis 62 (1):  53–62. doi:10.1093/analys/62.1.53. JSTOR 3329069.
- Bostrom, Nick (2002-07-12). Anthropic Bias. Routledge (UK). pp. 195–96. ISBN 978-0-415-93858-7  Bostrom, Nick (2002-07-12). Anthropic Bias. Routledge (UK). pp. 195–96. ISBN 978-0-415-93858-7  Bostrom, Nick (2002-07-12). Anthropic Bias. Routledge (UK). pp. 195–96. ISBN 978-0-415-93858-7
- Bradley, D (2003). “Sleeping Beauty: a note on Dorr's argument for 1/3”. Analysis 63 (3):  266–268. doi:10.1093/analys/63.3.266. JSTOR 3329324.
- Bruce, Colin (2004-12-21). Schrodinger's Rabbits: Entering the Many Worlds of Quantum. Joseph Henry Press. pp. 193–96. ISBN 978-0-309-09051-3  Bruce, Colin (2004-12-21). Schrodinger's Rabbits: Entering the Many Worlds of Quantum. Joseph Henry Press. pp. 193–96. ISBN 978-0-309-09051-3  Bruce, Colin (2004-12-21). Schrodinger's Rabbits: Entering the Many Worlds of Quantum. Joseph Henry Press. pp. 193–96. ISBN 978-0-309-09051-3
- Dorr, C (2002). “Sleeping Beauty: in Defence of Elga”. Analysis 62 (4):  292–296. doi:10.1093/analys/62.4.292. JSTOR 3328920.
- Elga, A. (2000). “Self-locating Belief and the Sleeping Beauty Problem”. Analysis 60 (2):  143–147. doi:10.1093/analys/60.2.143. JSTOR 3329167.
- Lewis, D. (2001). “Sleeping Beauty: reply to Elga”. Analysis 61 (3):  171–76. doi:10.1093/analys/61.3.171. JSTOR 3329230.
- Meacham, C. J. (2008). “Sleeping beauty and the dynamics of de se beliefs”. Philosophical Studies 138 (2):  245–269. doi:10.1007/s11098-006-9036-1. JSTOR 40208872.
- Monton, B. (2002). “Sleeping Beauty and the Forgetful Bayesian”. Analysis 62 (1):  47–53. doi:10.1093/analys/62.1.47. JSTOR 3329068.
- ニール、R。（2006）。完全な非インデックス条件付け、 プレプリント を使用して解決された人為的推論のパズル
- Rosenthal, J.S. (2009). “A mathematical analysis of the Sleeping Beauty problem”. The Mathematical Intelligencer 31 (3):  32–37. doi:10.1007/s00283-009-9060-z.
- ティテルバウム、M。（2013）。確実性の終了、210〜229、233〜237、241〜249、250、276〜277
- Zuboff, A. (1990). “One Self: The Logic of Experience”. Inquiry 33 (1):  39–68. doi:10.1080/00201749008602210.